# Игнатово
Игна̀тово е село в Северозападна България. То се намира в община Вълчедръм, област Монтана.

## География
Село Игнатово е разположено в Дунавската равнина. То е на равен терен, богато на подземни води и природни дадености. В близост минават реките Цибрица и Липница.

## История
Към 30-те години на XX век жителите на Игнатово до известна степен запазват своя по-ранен преходен диалект и са част от говорен остров от десетина села по долното течение на Цибър.

## Редовни събития
Редовно събитие е съборът „Калуш“, който се провежда през Русалската седмица.

## Личности
Известни личности са проф. Начко Наков, проф. Хернани Спиридонов, фамилията на занаятчиите Бугови и др.